# Таке Качиона
Димитрие (Таке) Качиона (на румънски: Tache Caciona; на арумънски: Tachi Caciona) е арумънски публицист, поет и общественик.

## Биография
Таке Качиона е роден в южномакедонското арумънско село Авдела, тогава в Османската империя, днес Гърция. Учи в Румънския лицей в Битоля, а по-късно – в Университета в Букурещ. Завършва в 1910 година като инженер-агроном. Емигрира в САЩ, където се занимава с недвижими имоти около 1922 година. Умира в 1971 година в родното си село.

## Творчество
Качиона публикува още в 1910 – 1911 година в арумънски списания, като „Лиличя Пиндулуи“. Негови стихове са включени в серия лирични антологии на арумънски език. Известният арумънски литературен критик и поет Христу Къндровяну смята поезията на Качиона за близка структурно до тази на Джордже Кошбук. Важна тема в творчеството на Таке Качиона е съдбата на селата в Пинд и разрухата им в рамките на Османската империя.